# Jim Nisbet
Pour les articles homonymes, voir Nisbet.
Jim Nisbet, né le 20 janvier 1947 à Schenectady dans l’État de New York aux États-Unis et mort le 28 septembre 2022 à Sausalito en Californie, est un poète et un écrivain américain de roman policier.

## Biographie
Diplômé en Lettres de l'Université de Caroline du Nord, il exerce plusieurs petits métiers (charpentier, ébéniste, marin…) avant de s’installer à San Francisco où il dirige une société de design et d'équipement pour les industries de postproduction de vidéographie. Il réside encore aujourd'hui dans cette ville qui sert de cadre à la plupart de ses romans policiers. Plusieurs de ses romans noirs traite de pulsions sexuelles troubles. Ainsi, dans Les Damnés ne meurent jamais (1986), un écrivain en manque d'inspiration rêve d'assassiner sa femme. Dans Le Chien d'Ulysse (1992), relate une passion homosexuelle dans l'Ouest américain mythique des cowboys où sévit une forte criminalité. Dans Sous le signe du rasoir (1997), un riche fabricant de chevalets de torture pour sado-masochistes se retrouve au centre d'une série d'assassinats.
Comme William Bayer, Jim Nisbet entretient un rapport particulier avec l’éditeur Rivages qui l'a toujours soutenu et publié. Refusé en 1997 aux États-Unis, You Stiffed Me a été publié par Rivages sous le titre Sous le signe du rasoir. Il sera publié sur le sol américain neuf années plus tard sous le titre The Price of the Ticket.
En 2013, Traversée vent debout est nommé au 65e grand prix de littérature policière.

## Œuvre

### Romans
- The Damned Don’t Die (1986) ou The Gourmet (1981) Publié en français sous le titre Les damnés ne meurent jamais, Paris, Rivages/Noir no 84, 1990.
- Lethal Injection (1987) Publié en français sous le titre Injection mortelle, Paris, Rivages/Noir no 103, 1991.
- Death Puppet (1989) Publié en français sous le titre Le Démon dans ma tête, Paris, Rivages/Noir no 137, 1992.
- Ulysse’s Dog ou The Spider’s Cage (1992) Publié en français sous le titre Le Chien d’Ulysse Paris, Rivages/Noir no 161, 1993.
- The Price of the Ticket ou You Stiffed Me (1997) Publié en français sous le titre Sous le signe du rasoir, Paris, Rivages/Noir no 273, 1997.
- Prelude to a Scream (1997) Publié en français sous le titre Prélude à un cri, Paris, Rivages/Thriller, 1997, réédition, Paris, Rivages/Noir no 399, 2001.
- Dark Companion (2004) Publié en français sous le titre Sombre Complice, Paris, Rivages/Noir no 580, 2005.
- The Syracuse Codex ou The Bottomfeeders (2004) Publié en français sous le titre Le Codex de Syracuse, Paris, Rivages/Thriller, 2004, réédition Paris, Rivages/Noir no 753, 2009.
- The Octopus on My Head (2007) Publié en français sous le titre Comment j’ai trouvé du boulot, Paris, Rivages/Noir no 710, 2008.
- Windward Passage (2010) Publié en français sous le titre Traversée vent debout, Paris, Rivages/Thriller, 2012.
- A Moment of Doubt (2010)
  - Publié en français sous le titre Un Moment de doute, traduction Jean-Yves Cotté, éditions Abstractions, 2024.
- Old & Cold (2012)
  - Publié en français sous le titre Le Vieux au cœur froid, traduction Jean-Yves Cotté, Les éditions du 38, 2020.

- Snitch World (2013) Publié en français sous le titre Petit traité de la fauche, Paris, Rivages/Noir no 991, 2016.

### Poésie
- Poems for a Lady (1977)
- Gnachos for Bishop Berkerley (1980)
- Morpho (1983), en collaboration avec Alastair Johnston
- Small Apt (1992), en collaboration avec Shelly Vogel
- Across the Tasman Sea (1997)

### Autre ouvrage
- Laminating the Conic Frustum (1991)

## Prix et distinctions
- The San Franscico Book Festival en 2010 pour The Windward Passage.

## Sources
- Claude Mesplède (dir.), Dictionnaire des littératures policières, vol. 2 : J - Z, Nantes, Joseph K, coll. « Temps noir », 2007, 1086 p. (ISBN 978-2-910-68645-1, OCLC 315873361), p. 428-430.